# Lippay János
Zombori Lippay János (Pozsony, 1606. november 1. – Trencsén, 1666. június 12.) egyetemi tanár, a magyar nyelvű kertészeti szakirodalom megalapozója. Lippay György esztergomi érsek öccse.

## Élete
Családja a 17. század első felében vált ismertté. Nagyapja, János volt a nemességszerző.
Édesapja, id. Lippay János (†1616), királyi személynök, a legfőbb bíróság elnöke volt. Három testvére közül Lippay György (1600–1666) 24 évig esztergomi érsekként, míg Gáspár (†1652) a Magyar Kamara elnökeként hat éven át szolgált. Lippay Ferenc szerzetes lett, akárcsak Lippay János.
Lippay János bécsi és a pozsonyi iskolákban végezte tanulmányait. 1624. október 7-én Leobenben lépett be a jezsuita rendbe, novíciusként. 1626 és 1628 között Grazban filozófiát tanult, 1629–30-ban Győrben, 1631-ben pedig Nagyszombatban volt a grammatika oktatója. 1632–35-ben teológiát tanult, majd a héber nyelv tanára lett. 1635. július 7-én szentelték pappá, Grácban. 1636-ban Komáromban tett ünnepélyes fogadalmat. 
1638–41 között a kollégium rektora volt Győrben. Utolsó fogadalmát 1643. február 2-án Nagyszombatban tette. 1642-ben Bécsben volt a héber nyelv tanára, 1646-ban Nagyszombatban helyettes rektor, 1647-ben Szakolcán és 1649-ben Trencsénben elöljáró. 1653-ban Nagyszombatban a nemes ifjak kollégiumának igazgatója, 1659–66 között pedig az érseki udvarban élt Pozsonyban, ahova bátyja Lippay György hívására érkezett. Az akkor már híres reneszánsz díszkert fölkeltette érdeklődését a botanika, a kertészeti irodalom iránt. A gyakorlati kertészkedés mellett a szakma elméleti kérdései is foglalkoztatták, ismerte a keleti, görög és római gazdasági írók műveit, valamint saját kora kertészeti szakirodalmát. Ismeretei túltettek kora tudományos színvonalán. Bátyja kérésére ő írta meg az első magyar nyelvű kertészeti szakkönyvet (Posoni kert címmel).
Bátyja 1666. januárjában bekövetkezett halála után Lippay János Trencsénben hunyt el 1666. június 2-án.

## Művei
- Calendarium oeconomicum perpetuum. Pozsony, 1661.
- De insitione et seminatione. Pozsony, 1663.
- Hortenses praeceptiones et deliciae. Bécs 1664.
- De fructibus diversissimis producendis. Pozsony, 1666 vagy 1667.

### APosoni kert
- Lippai János: A Posoni kert, kiben minden kerti munkák, rendelések, virágokkal, veteményekkel, fákkal, gyümölcsökkel és kerti csömötékkel való baimolódások: azoknak nemek, hasznok, bé-csinálások bövségessen magyar nyelven le-irattattanak. Nagyszombat, Bécs, 1664, 1667, Győr, 1753. (reprint kiadás: Pytheas Kiadó és Nyomda, 2006)

Háromkötetes művében a pozsonyi érseki kert növényeit és az azokhoz kapcsolódó gyakorlati tanácsait írta le saját tapasztalatai alapján. Az első kötet Virágos kert címmel jelent meg 1664-ben, a második kötet a Veteményes kert szintén 1664-ből, a harmadik pedig a Gyümölcsös kert, ami Bécsben jelent meg, 1667-ben.